# Arif Erdem
Arif Erdem (Istanbul, 2 gennaio 1972) è un allenatore di calcio ed ex calciatore turco, di ruolo attaccante.

## Carriera

### Giocatore

#### Club
È un ex giocatore di Galatasaray, per il quale ha totalizzato 339 partite e 104 goal, e della Real Sociedad.
Vinse una Coppa UEFA (1999-2000) e una Supercoppa UEFA (2000).
Eccetto mezza stagione giocata in Spagna, ha giocato sempre in Turchia, 14 anni nel Galatasaray e 1, quello del debutto, con il Zeytinburnuspor. Fu uno dei più importanti giocatori della squadra quando vinse la Coppa UEFA nel 2000. Nel 2005 annunciò il suo ritiro.

#### Nazionale
È famoso soprattutto per aver segnato il goal internazionale più veloce della storia contro il Nord Irlanda durante le qualificazioni per gli Europei del 2000.

### Allenatore
Dal 2006 al 2011 ha fatto parte dello staff di Abdullah Avcı nell'Istanbul Büyükşehir Belediyespor in qualità di vice allenatore. Dal 18 novembre 2011 al 14 maggio 2012 è stato allenatore del suddetto club.

## Palmarès

### Giocatore

#### Competizioni nazionali
- Campionato turco: 7

Galatasaray: 1992-1993, 1993-1994, 1996-1997, 1997-1998, 1998-1999, 1999-2000, 2000-2001
- Coppa di Turchia: 5

Galatasaray: 1992–93, 1995–96, 1998–99, 1999–2000, 2004–05
- Supercoppa di Turchia: 3

Galatasaray: 1993, 1996, 1997

#### Competizioni internazionali
- Coppa UEFA: 1

Galatasaray: 1999-2000
- Supercoppa UEFA: 1

Galatasaray: 2000